# 21673 Leatherman
A 21673 Leatherman (ideiglenes jelöléssel 1999 RL15) a Naprendszer kisbolygóövében található aszteroida. A LINEAR projekt keretében fedezték fel 1999. szeptember 7-én.